# Бєлов Юрій Андрійович
Бєло́в Ю́рій Андрі́йович (31 липня 1930, Ржев, Калінінська область, РРФСР, СРСР — †31 грудня 1991, Москва, Росія) — радянський актор театру і кіно. Один з найпопулярніших акторів радянського кіно другої половини 1950-х — першої половини 1960-х років.

## Біографія
Юрій Бєлов народився 31 липня 1930 року в місті Ржеві Калінінської області РРФСР СРСР (нині — Тверської області Російської федерації). Його дитинство пройшло на Курилах, так як батько Юрія був військовим і останнім місцем його служби став Далекий Схід.

### Слава
У 1955 році закінчив ВДІК (майстерня Б. В. Бібікова і О. І. Пижової) та став актором Театра-студії кіноактора. Вже через рік став популярним завдяки ролі «Гриші Кольцова» у кінострічці «Карнавальна ніч». А протягом наступних семи років на широкий екран один за іншим виходять фільми за участю актора, які закріпили його успіх серед глядачів і зробили Юрія Бєлова одним з найпопулярніших акторів радянського кіно. Серед них: «Дівчина без адреси» (1957), «Непіддатливі» (1959), «Альошкіна любов» (1960), «Королева бензоколонки» (1962), «Приходьте завтра...» (1961) та ін.

### Забуття
В середині 1960-х років через необережне висловлювання про керівництво країни актор опинився на півроку в психіатричній лікарні, після чого його кар'єра пішла на спад. Його почали сторонитися, давали ролі третього плану та лише в епізодах. У 1972 році помітно постарілий Бєлов в останній раз зіграв головну роль у фільмі «Зупинка потяга — дві хвилини», після цього настало практично повне забуття.
|                                                              | У 1964 році, коли я знімався у Ельдара Рязанова в фільмі «Дайте книгу скарг», на якомусь бенкеті я сказав про Микиту Сергійовича Хрущова, що його, начебто, скоро знімуть. І потім просто приїхали люди в білих халатах, один з гамівною сорочкою і відвезли мене в божевільню на півроку. Причому, Хрущова, як ми знаємо, дійсно зняли. А потім, коли я вийшов, кому я потрібен. По-перше, неблагонадійний, а по-друге не зовсім здоровий — псих, коли навколо повно здорових і політично грамотних акторів. Оригінальний текст (англ.) В 1964 году, когда я снимался у Эльдара Рязанова в фильме «Дайте жалобную книгу», на каком-то банкете я сказал про Никиту Сергеевича Хрущева, что его, вроде бы, скоро снимут. И потом просто приехали люди в белых халатах, один со смирительной рубашкой и увезли меня в сумасшедший дом на полгода. Причем, Хрущева, как мы знаем, действительно сняли. А потом, когда я вышел, кому я нужен. Во-первых, неблагонадежный, а во-вторых не совсем здоровый – псих, когда вокруг полно здоровых и политически грамотных актеров. |
| — Юрій Бєлов в інтерв'ю з журналістом Володимиром Мартиновим | |

Актор був змушений заробляти на життя приватними перевезеннями на «Москвичі», купленому в роки колишньої популярності. Переживаючи через свою незатребуваність, Бєлов почав зловживати алкоголем, його здоров'я з кожним роком погіршувалася.
Вранці 31 грудня 1991 року Юрій Бєлов помер. Похований на Кунцевському кладовищі Москви, ділянка № 10.

## Особисте життя
Герої Юрія Бєлова відрізняються любов'ю до життя та неповторною чарівністю, завдяки чому вони так полюбилися глядачеві. У реальному житті ж за актором закріпилася репутація «дивної людини», «не від світу цього», тому що був «добрячком», не вмів ні розпускати інтриги, ні захищатись від них, нікого не «підсиджував», а ще тому що любив розповідати історії так, що ніхто не міг відрізнити вигадку від правди.
Одружився актор у віці понад 40 років. Його обраницею стала актриса Світлана Швайко, яка була на 9 років молодше. У 1976 році у них народився син Святослав. Коли Святославу було 15 років, Бєлова не стало.
Рідний брат Юрія Бєлова, Анатолій, наразі проживає в Україні, у Кропивницькому.

## Фільмографія
| Рік  |    | Українська назва             | Оригінальна назва                 | Роль                                                                         |
| ---- | -- | ---------------------------- | --------------------------------- | ---------------------------------------------------------------------------- |
| 1955 | кф | Мати і син                   | рос. Мать и сын                   |                                                                              |
| 1955 | ф  | Вільниця                     | рос. Вольница                     | Курбатов, прикажчик на рибному промислі                                      |
| 1955 | ф  | Син                          | рос. Сын                          | Конвойний міліціонер (відсутній в титрах)                                    |
| 1956 | ф  | Весна на Зарічній вулиці     | рос. Весна на Заречной улице      | Євген Іщенко                                                                 |
| 1956 | ф  | Карнавальна ніч              | рос. Карнавальная ночь            | Гриша Кольцов, електромонтер                                                 |
| 1956 | ф  | Людина народилася            | рос. Человек родился              | Павло (відсутній в титрах)                                                   |
| 1957 | ф  | Дівчина без адреси           | рос. Девушка без адреса           | Митя Савельєв, друг Паші Гусарова і в майбутньому наречений Олі, будівельник |
| 1957 | ф  | Гори, моя зоре               | рос. Гори, моя звезда             | Аркадій, шахтар                                                              |
| 1958 | ф  | Вогник в горах               | рос. Огонёк в горах               | Петро Снєгірьов                                                              |
| 1959 | ф  | Травневі зірки               | Бєлов, капітан, ад'ютант генерала |                                                                              |
| 1959 | ф  | Непіддатливі                 | рос. Неподдающиеся                | Толя Грачкін                                                                 |
| 1959 | ф  | Спрага                       | рос. Жажда                        | Вася Патефон (Рогозін), матрос                                               |
| 1959 | ф  | Сувора жінка                 | рос. Строгая женщина              | Семен                                                                        |
| 1960 | ф  | Леон Гарос шукає друга       | рос. Леон Гаррос ищет друга       | Микола Савін, перекладач                                                     |
| 1960 | ф  | Альошкіна любов              | рос. Алёшкина любовь              | Аркадій                                                                      |
| 1961 | ф  | Людина нізвідки              | рос. Человек ниоткуда             | Гаврилов, старший сержант міліції                                            |
| 1961 | ф  | Любушка                      | рос. Любушка                      | Дмитро, кухар у Бурміна                                                      |
| 1961 | ф  | Наш спільний друг            | рос. Наш общий друг               | Синькін, журналіст                                                           |
| 1962 | ф  | Гусарська балада             | рос. Гусарская баллада            | Партизан в синьому мундирі                                                   |
| 1962 | ф  | Королева бензоколонки        | рос. Королева бензоколонки        | Славко, водій міжміського пасажирського автобуса                             |
| 1962 | ф  | Хід конем                    | рос. Ход конём                    | Слідчий у кримінальних справах                                               |
| 1963 | ф  | Ти не один                   | рос. Ты не один                   | Микола Шликов                                                                |
| 1963 | ф  | Приходьте завтра...          | рос. Приходите завтра…            | Володя Немирович-Данченко, студент                                           |
| 1964 | ф  | До мене, Мухтар!             | рос. Ко мне, Мухтар!              | Ларіонов                                                                     |
| 1964 | ф  | Дайте книгу скарг            | рос. Дайте жалобную книгу         | Герман, журналіст, один Нікітіна                                             |
| 1965 | ф  | Сплячий лев                  | рос. Спящий лев                   | Олександр Стрільців, інспектор банку                                         |
| 1968 | ф  | Перехідний вік               | рос. Переходный возраст           | Михайло Іванович, вчитель                                                    |
| 1970 | ф  | У Москві проїздом…           | рос. В Москве проездом…           | Таксист                                                                      |
| 1970 | ф  | На далекій точці             | рос. На дальней точке             | Паращук, старшина                                                            |
| 1970 | ф  | Доля резидента               | рос. Судьба резидента             | Провідник потягу                                                             |
| 1971 | ф  | Старики-розбійники           | рос. Старики-разбойники           | Міліціонер, черговий на прохідній                                            |
| 1971 | ф  | Літо рядового Дідова         | рос. Лето рядового Дедова         | Старшина                                                                     |
| 1972 | ф  | Нерви... Нерви...            | рос. Нервы, нервы                 | Міліціонер                                                                   |
| 1972 | ф  | Зупинка потяга — дві хвилини | рос. Стоянка поезда — две минуты  | Василь Назарович, чарівник                                                   |
| 1972 | ф  | Інженер Прончатов            | рос. Инженер Прончатов            | Петрович                                                                     |
| 1973 | ф  | Будні карного розшуку        | рос. Будни уголовного розыска     | Спільник Муратова                                                            |
| 1973 | ф  | Нейлон 100 %                 | рос. Нейлон 100 %                 | Хабібулін                                                                    |
| 1974 | ф  | Киш і Двапортфеля            | рос. Кыш и Двапортфеля            | Юрій Андрійович, завгосп                                                     |
| 1975 | ф  | Любі мої                     | рос. Мои дорогие                  | Григорій Ніконорич Меньшиков, співак                                         |
| 1975 | ф  | Приймаю на себе              | рос. Принимаю на себя             | Іванов                                                                       |
| 1976 | ф  | «Сто грам» для хоробрості... | рос. «Сто грамм» для храбрости…   | Таксист (озвучує Юрій Саранцев)                                              |
| 1977 | ф  | Про Червону Шапочку          | рос. Про Красную Шапочку          | Дід                                                                          |
| 1978 | ф  | Дипломати мимоволі           | рос. Дипломаты поневоле           | Арнольд, кінорежисер                                                         |
| 1978 | ф  | Жінка, яка співає            | рос. Женщина, которая поёт        | Пасажир літака                                                               |
| 1978 | ф  | Осінні дзвони                | рос. Осенние колокола             |                                                                              |
| 1980 | ф  | Надзвичайні обставини        | рос. Чрезвычайные обстоятельства  | Автослюсар                                                                   |
| 1981 | ф  | Викрадення століття          | рос. Похищение века               |                                                                              |
| 1982 | ф  | Ось такі дива                | рос. Вот такие чудеса             | Член комісії                                                                 |
| 1984 | ф  | Москва на Гудзоні            | рос. Москва на Гудзоне            |                                                                              |
| 1988 | ф  | Двоє і одна                  | рос. Двое и одна                  | Цвинтарний співробітник                                                      |

## Пам'ять
- Ю. А. Бєлову присвячена одна серія програми Леоніда Філатова «Щоб пам'ятали».
- У 2008 році на українському телеканалі «СТБ» була показана програма «Моя правда. Юрій Бєлов».